# Xã Impark, Quận Benson, Bắc Dakota
Xã Impark (tiếng Anh: Impark Township) là một xã thuộc quận Benson, tiểu bang Bắc Dakota, Hoa Kỳ. Năm 2010, dân số của xã này là 29 người.